# بيدرو سيلفا
بيدرو سيلفا هو سباح برتغالي، ولد في 21 يناير 1977 في لشبونة في البرتغال.

## روابط خارجية
- بيدرو سيلفا على موقع الاتحاد الدولي للسباحة (الإنجليزية)
- بيدرو سيلفا على موقع أوليمبيديا (الإنجليزية)